# Liste des épisodes de Durarara!!
Cet article est un complément de l’article sur le light novel Durarara!!. Il contient la liste des épisodes de l'adaptation en anime de Durarara!! répartie en saisons.
Les couleurs marquent les différents arcs narratifs. Ceux-ci peuvent être visionnés sans la nécessité de voir la suite, chacun proposant une histoire différente avec sa propre fin, ces histoires se faisant suite.

## Durarara!!
| No   | Titre français                       | Titre japonais | Titre japonais   | Date de 1re diffusion |
| No   | Titre français                       | Kanji          | Rōmaji           | Date de 1re diffusion |
| ---- | ------------------------------------ | -------------- | ---------------- | --------------------- |
| 01   | Premiers mots                        | 開口一番       | Kaikōichiban     | 7 janvier 2010        |
| 02   | Totalement imprévisible              | 一虚一実       | Ikkyoichijitsu   | 14 janvier 2010       |
| 03   | Le Mal règne partout                 | 跳梁跋扈       | Chōryōbakko      | 21 janvier 2010       |
| 04   | Seul avec sa propre ombre            | 形影相弔       | Keieisōchō       | 28 janvier 2010       |
| 05   | Apparences trompeuses                | 羊頭狗肉       | Yōtōkuniku       | 4 février 2010        |
| 06   | Toujours courir                      | 東奔西走       | Tōhonseisō       | 11 février 2010       |
| 07   | Une force inégalée                   | 国士無双       | Kokushimusō      | 18 février 2010       |
| 08   | La Vie n'est qu'un rêve              | 南柯之夢       | Nankanoyume      | 25 février 2010       |
| 09   | Amour obsessionnel                   | 依依恋恋       | Iirenren         | 4 mars 2010           |
| 10   | Pour la première et dernière fois    | 空前絶後       | Kūzenzetsugo     | 11 mars 2010          |
| 11   | Tempête et hurlement de colère       | 疾風怒濤       | Shippūdotō       | 18 mars 2010          |
| 12   | Dépendance entre Vide et Existence   | 有無相生       | Umusōsei         | 25 mars 2010          |
| 12.5 | La vengeance du ciel                 | 天網恢恢       | Tenmōkaikai      | 25 août 2010 (DVD)    |
| 13   | Descente brutale                     | 急転直下       | Kyūtenchokka     | 8 avril 2010          |
| 14   | Panique d'émotions                   | 物情騒然       | Butsujōsōzen     | 15 avril 2010         |
| 15   | Même un fou peut être de bon conseil | 愚者一得       | Gushaittoku      | 22 avril 2010         |
| 16   | Amour mutuel                         | 相思相愛       | Sōshisōai        | 29 avril 2010         |
| 17   | Changement de valeurs                | 有為転変       | Uitenpen         | 6 mai 2010            |
| 18   | Personne ne contrôle la Mort         | 死生有命       | Shiseiyūmei      | 13 mai 2010           |
| 19   | La fin du ciel bleu                  | 蒼天已死       | Sōtensudenishisu | 20 mai 2010           |
| 20   | Le ciel jaune se dresse              | 黄天當立       | Kōtenmasanitatsu | 27 mai 2010           |
| 21   | En perdition                         | 五里霧中       | Gorimuchū        | 3 juin 2010           |
| 22   | Annonce de dissolution               | 解散宣言       | Kaisansengen     | 10 juin 2010          |
| 23   | Tous les fils se rejoignent          | 千錯万綜       | Sensakubansō     | 17 juin 2010          |
| 24   | Vision altruiste                     | 則天去私       | Sokutenkyoshi    | 24 juin 2010          |
| 25   | Un monde de paix                     | 天下泰平       | Tenkataihei      | 23 février 2011 (DVD) |

## Durarara!!×2

### Shō
| No | Titre français                                           | Titre japonais           | Titre japonais                          | Date de 1re diffusion |
| No | Titre français                                           | Kanji                    | Rōmaji                                  | Date de 1re diffusion |
| -- | -------------------------------------------------------- | ------------------------ | --------------------------------------- | --------------------- |
| 01 | Une simple image vaut un long discours                   | 百聞は一見に如かず       | Hyakubun wa ikkeen ni shikazu           | 10 janvier 2015       |
| 02 | L'harmonie est la plus précieuse des fondations          | 和を以て尊して為す       | Wa o motte toutoshite nasu              | 17 janvier 2015       |
| 03 | Un malheur n'arrive jamais seul                          | 泣き面に蜂               | Nakitsura ni hachi                      | 24 janvier 2015       |
| 04 | À Rome, fais comme les Romains                           | 人の踊るときは踊れ       | Hito no odoru toki wa odore             | 31 janvier 2015       |
| 05 | Rien n'est plus incertain que l'avenir                   | 一寸先は闇               | Issun saki wa yami                      | 7 février 2015        |
| 06 | Difficile de discerner un corbeau dans la nuit           | 闇夜に烏                 | Yamiyo ni karasu                        | 14 février 2015       |
| 07 | Moscou ne croit pas aux larmes                           | モスクワは涙を信じない   | Mosukuwa wa namida o shinjinai          | 21 février 2015       |
| 08 | Un bel homme n'a besoin ni d'argent ni de pouvoir        | 色男、金と力はなかりけり | Irootoko, kane to chikara wa nakarikeri | 28 février 2015       |
| 09 | La fin de la journée ne signifie pas la fin du trajet    | 日暮れて道遠し           | Hi kurete michi tōshi                   | 7 mars 2015           |
| 10 | Les enfants sont le reflet de leurs parents              | この親にしてこの子あり   | Kono oya nishite kono ko ari            | 14 mars 2015          |
| 11 | Inutile de pleurer sur le lait renversé                  | 覆水盆に返らず           | Fukusui bon ni kaerazu                  | 21 mars 2015          |
| 12 | C'est dans les épreuves que se forgent les grands hommes | 艱難汝を玉にす           | Kannan nanji o tama ni su               | 28 mars 2015          |

### Ten
| No | Titre français                               | Titre japonais         | Titre japonais                       | Date de 1re diffusion |
| No | Titre français                               | Kanji                  | Rōmaji                               | Date de 1re diffusion |
| -- | -------------------------------------------- | ---------------------- | ------------------------------------ | --------------------- |
| 13 | Aimez vos ennemis                            | 汝の敵を愛せよ         | Nanji no teki o aiseyo               | 4 juillet 2015        |
| 14 | Aussi éphémère que rêves de gloire           | 邯鄲の夢               | Kantan no yume                       | 11 juillet 2015       |
| 15 | Les liens humains sont une énigme            | 縁は異なもの、味なもの | En wa inamono, ajinamono             | 18 juillet 2015       |
| 16 | La rumeur s'éteint aussi vite qu'elle naît   | 人の噂も七十五日       | Hito no uwasa mo shichi juu go nichi | 25 juillet 2015       |
| 17 | Endormi comme éveillé                        | 寝ても覚めても         | Netemosametemo                       | 1er août 2015         |
| 18 | Aussi fragile qu'une fleur en pleine tempête | 花に嵐                 | Hana ni arashi                       | 8 août 2015           |
| 19 | Cent ans de malheur à qui tue un chat        | 猫を殺せば七代祟る     | Neko wo koroseba nana dai tataru     | 15 août 2015          |
| 20 | Paroles mielleuses, intentions venimeuses    | 口に蜜, 心に針         | Kuchi ni mitsu, kokoro ni hari       | 22 août 2015          |
| 21 | Aussi compétent qu'éloquent                  | 口八丁手八丁           | Kuchi hatcho de hatcho               | 29 août 2015          |
| 22 | Heureux les simples d'esprits                | 愚か者に福あり         | Oroka mono ni fukuari                | 12 septembre 2015     |
| 23 | Qui se ressemble s'assemble                  | 同じ穴の狢             | Onaji ana no mujina                  | 19 septembre 2015     |
| 24 | Il faut combattre le mal par le mal          | 蛇の道は蛇             | Jya no michi wa hebi                 | 26 septembre 2015     |

### Ketsu
| No | Titre français                                           | Titre japonais       | Titre japonais                   | Date de 1re diffusion |
| No | Titre français                                           | Kanji                | Rōmaji                           | Date de 1re diffusion |
| -- | -------------------------------------------------------- | -------------------- | -------------------------------- | --------------------- |
| 25 | Les liens du destin sont noués dans nos vies antérieures | 袖すりあうも多生の縁 | Sode suriau mo tashō no en       | 9 janvier 2016        |
| 26 | Ne pas vendre la peau de l'ours avant de l'avoir tué !   | 猫の首に鈴           | Neko no kubi ni suzu             | 16 janvier 2016       |
| 27 | Dans l'adversité, même les ennemis s'entraident          | 同舟相救う           | Doushuuai sukuu                  | 23 janvier 2016       |
| 28 | Les liens du sang ont toujours préséance                 | 血は水よりも濃し     | Chi wa mizu yori mo koshi        | 30 janvier 2016       |
| 29 | Perdu dans les ténèbres                                  | 闇に惑う             | Yami ni madou                    | 6 février 2016        |
| 30 | Sans retour possible                                     | 乗りかかった舟       | Norikakatta fune                 | 13 février 2016       |
| 31 | Comme chien et chat                                      | 犬猿もたたならず     | Ken'en mo tatanarazu             | 20 février 2016       |
| 32 | Ce qui compte, c'est ce qu'on laisse derrière soi        | 虎は死してを皮を残す | Tora wa shi shite kawa no nokosu | 27 février 2016       |
| 33 | En terrain glissant                                      | 薄氷を踏む           | Hakuhyō wo fumu                  | 5 mars 2016           |
| 34 | De cœur à cœur                                           | 以心伝心             | Ishin denshin                    | 12 mars 2016          |
| 35 | L'avenir est aussi changeant que le cours d'une rivière  | 水の流れと人行末     | Mizu no nagare to hito gyōmatsu  | 19 mars 2016          |
| 36 | On ne se rencontre que pour se quitter                   | 会うは別れの始め     | Au wa wakare no hajime           | 26 mars 2016          |